# Petroica goodenovii
Petroica goodenovii là một loài chim trong họ Petroicidae.
Đây là loài bản địa Australia, loài chim này được tìm thấy ở những vùng khô hạn hơn phần lớn lục địa, chúng sinh sống trong vùng cây bụi và cây gỗ và rừng thưa. Giống như nhiều loài có bộ lông rực rỡ màu sắc trong họ Petroicidae, không có sự khác biệt rõ nét về bộ lông giữa chim trống và chim mái. Với chiều dài 10,5-12,5 cm, loài chim này có mỏ đen nhỏ và đôi mắt nâu tối. Chim trống có chóp lông màu đỏ đặc biệt và lông ức màu đỏ, phần trên lưng màu đen, và một con đuôi đen với đầu trắng. Phần dưới và vai có màu trắng. Chim mái có bộ lông màu nâu xám không phân biệt. Loài này sử dụng nhiều tiếng hót khác nhau, và chim trống thường hát để quảng cáo các vùng lãnh thổ và thu hút chim mái. Các loài chim gặp phải theo cặp hoặc nhóm nhỏ, nhưng hành vi xã hội ít được nghiên cứu.
Đây là loài chủ yếu săn mồi trên mặt đất và con mồi của nó bao gồm côn trùng và nhện. Mặc dù phổ biến rộng rãi, nó thường gặp ở hầu hết phạm vi của nó và đã rút đi ở một số khu vực từ hoạt động của con người.